# ماریا مائور
ماریا مائور (اسپانیایی: María Mahor‎؛ زادهٔ ۱۸ ژوئن ۱۹۴۰) بازیگر بازنشستهٔ اهل اسپانیا است.
از فیلم‌ها یا برنامه‌های تلویزیونی که وی در آن نقش داشته‌است می‌توان به لژیونرهای کلئوپاترا اشاره کرد.